# المسلوب (مسلسل)
مسلسل المسلوب من تأليف الكاتب هاني السعدي ومن إخراج نجدة إسماعيل أنزور، مسلسل تاريخي سوري.أنتج عام 2001.
المسلسل من بطولة عدد كبير من نجوم الدراما السورية أمثال نادين خوري، مريم علي، جومانا مراد، رشيد عساف، بيير داغر، مكسيم خليل، لورا أبو أسعد، أمجد الحسين، سامر شقير، جوزيان الزغبي، زهير درويش، مريم علي، لورا أبو أسعد، أيمن بيطار، زينة ظروف، حسن إسرب، نيكول معتوق، فدوى سليمان، عبد الرحمن أبو القاسم، كمال الحلو، أنطوان كرباج، ، ورد الخال، فايز أبو دان، نجاح العبد الله، سعد مينه، مروان أبو شاهين، عدنان السيد، يوسف المقبل، وآخرون.